# Dígito verificador GS1
Dígito verificador é um mecanismo de autenticação utilizado para verificar a validade e a autenticidade de um valor numérico, evitando dessa forma fraudes ou erros de transmissão ou digitação. Consiste em um ou mais dígitos acrescentados ao valor original e calculados a partir deste através de um algoritmo. Números de documentos de identificação, de matrícula, cartões de crédito e quaisquer outros códigos numéricos que necessitem de maior segurança utilizam dígitos verificadores.
Dígito Verificador GS1: Padrão de cálculo do dígito verificador para as estruturas de dados GS1. Este algoritmo é idêntico para todas as estruturas de dados GS1 de comprimento fixo que requerem dígito verificador.
| Posição dos Dígitos                                                                 |                                         |    |    |    |    |    |    |    |    |     |     |     |     |     |     |     |     |     |
| GTIN-8                                                                              |                                         |    |    |    |    |    |    |    |    |     | N1  | N2  | N3  | N4  | N5  | N6  | N7  | N8  |
| GTIN-12                                                                             |                                         |    |    |    |    |    | N1 | N2 | N3 | N4  | N5  | N6  | N7  | N8  | N9  | N10 | N11 | N12 |
| GTIN-13                                                                             |                                         |    |    |    |    | N1 | N2 | N3 | N4 | N5  | N6  | N7  | N8  | N9  | N10 | N11 | N12 | N13 |
| GTIN-14                                                                             |                                         |    |    |    | N1 | N2 | N3 | N4 | N5 | N6  | N7  | N8  | N9  | N10 | N11 | N12 | N13 | N14 |
| 17 digitos                                                                          |                                         | N1 | N2 | N3 | N4 | N5 | N6 | N7 | N8 | N9  | N10 | N11 | N12 | N13 | N14 | N15 | N16 | N17 |
| 18 digitos                                                                          | N1                                      | N2 | N3 | N4 | N5 | N6 | N7 | N8 | N9 | N10 | N11 | N12 | N13 | N14 | N15 | N16 | N17 | N18 |
|                                                                                     | Multiplique o valor de cada posição por |    |    |    |    |    |    |    |    |     |     |     |     |     |     |     |     |     |
| x3                                                                                  | X1                                      | x3 | x1 | x3 | x1 | x3 | x1 | x3 | x1 | x3  | x1  | x3  | x1  | x3  | x1  | x3  |     |     |
| Some o resultado das multiplicações = (X)                                           |                                         |    |    |    |    |    |    |    |    |     |     |     |     |     |     |     |     |     |
| Subtraia (X) por um múltiplo de 10 superior mais próximo a ele = Dígito Verificador |                                         |    |    |    |    |    |    |    |    |     |     |     |     |     |     |     |     |     |

| Exemplo do cálculo do dígito verificador para uma estrutura de 18 dígitos                                        |    |    |    |    |    |    |    |    |    |     |     |     |     |     |     |     |     |       |       |
| Posições | N1 | N2 | N3 | N4 | N5 | N6 | N7 | N8 | N9 | N10 | N11 | N12 | N13 | N14 | N15 | N16 | N17 | N18   |       |
| Numero sem o dígito verificador                                                                                  | 3  | 7  | 6  | 1  | 0  | 4  | 2  | 5  | 0  | 0   | 2   | 1   | 2   | 3   | 4   | 5   | 6   |       |       |
| Passo 1: multiplicar                                                                                             | X  | X  | X  | X  | X  | X  | X  | X  | X  | X   | X   | X   | X   | X   | X   | X   | X   |       |       |
| por | 3  | 1  | 3  | 1  | 3  | 1  | 3  | 1  | 3  | 1   | 3   | 1   | 3   | 1   | 3   | 1   | 3   |       |       |
| Passo 2: somar                                                                                                   | =  | =  | =  | =  | =  | =  | =  | =  | =  | =   | =   | =   | =   | =   | =   | =   | =   |       |       |
| Resultado das somas                                                                                              | 9  | 7  | 18 | 1  | 0  | 4  | 6  | 5  | 0  | 0   | 6   | 1   | 6   | 3   | 12  | 5   | 18  | = 101 | = 101 |
| Passo 3: Subtrair o resultado da soma por um múltiplo de 10 superior mais próximo (110) = Dígito Verificador (9) |    |    |    |    |    |    |    |    |    |     |     |     |     |     |     |     |     |       |       |
| Numero com o Dígito Verificador                                                                                  | 3  | 7  | 6  | 1  | 0  | 4  | 2  | 5  | 0  | 0   | 2   | 1   | 2   | 3   | 4   | 5   | 6   | 9     |       |